# Clupisoma roosae
Clupisoma roosae es una especie de peces de la familia Schilbeidae en el orden de los Siluriformes.

## Morfología
• Los machos pueden llegar alcanzar los 15,4 cm de longitud total.
- Número de  vértebras: 45-47.[1]

## Reproducción
Es ovíparo y los huevos no son protegidos por los padres.

## Hábitat
Es un pez de agua dulce y de clima subtropical.

## Distribución geográfica
Se encuentran en Asia: río Irrawaddy en Birmania.